# Gert Fredriksson
Gert Fridolf Fredriksson (n. 21 noiembrie 1919, Nyköping, Södermanlands län, Suedia – d. 5 iulie 2006, Q10604751⁠(d), Södermanlands län, Suedia) a fost un legendar caiacist suedez, cel mai titrat sportiv în probele olimpice masculine de caiac sprint. Între 1948 și 1960 a participat la patru olimpiade succesive, câștigând un total de opt medalii olimpice: șase de aur, una de argint și una de bronz și devenind astfel cel mai titrat sportiv suedez la Jocurile Olimpice. Palmaresul său olimpic a fost depășit doar de caiacista germană Birgit Fischer, Fredriksson rămânând încă neegalat în probele masculine ale disciplinei până în prezent. 
În decursul unei îndelungate cariere sportive a mai câștigat 7 medalii de aur 2 de argint și 2 de bronz la Campionatele Mondiale și numeroase medalii la Campionatele suedeze și Campionatele țărilor nordice. 
După retragerea din activitatea competițională Fredriksson a devenit antrenor principal al lotului olimpic suedez de caiac-canoe, cu care a participat la Olimpiada din 1964 de la Tokyo.
A încetat din viață la vârsta de 86 de ani, în urma unui cancer.

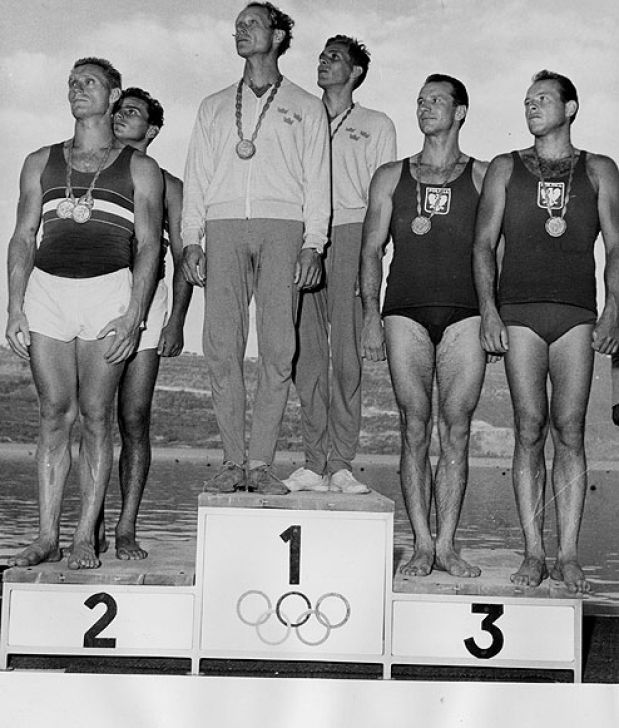
Fredriksson pe locul I, alături de coechipierul său, Sven-Olof Sjödelius, la Olimpiada din 1960
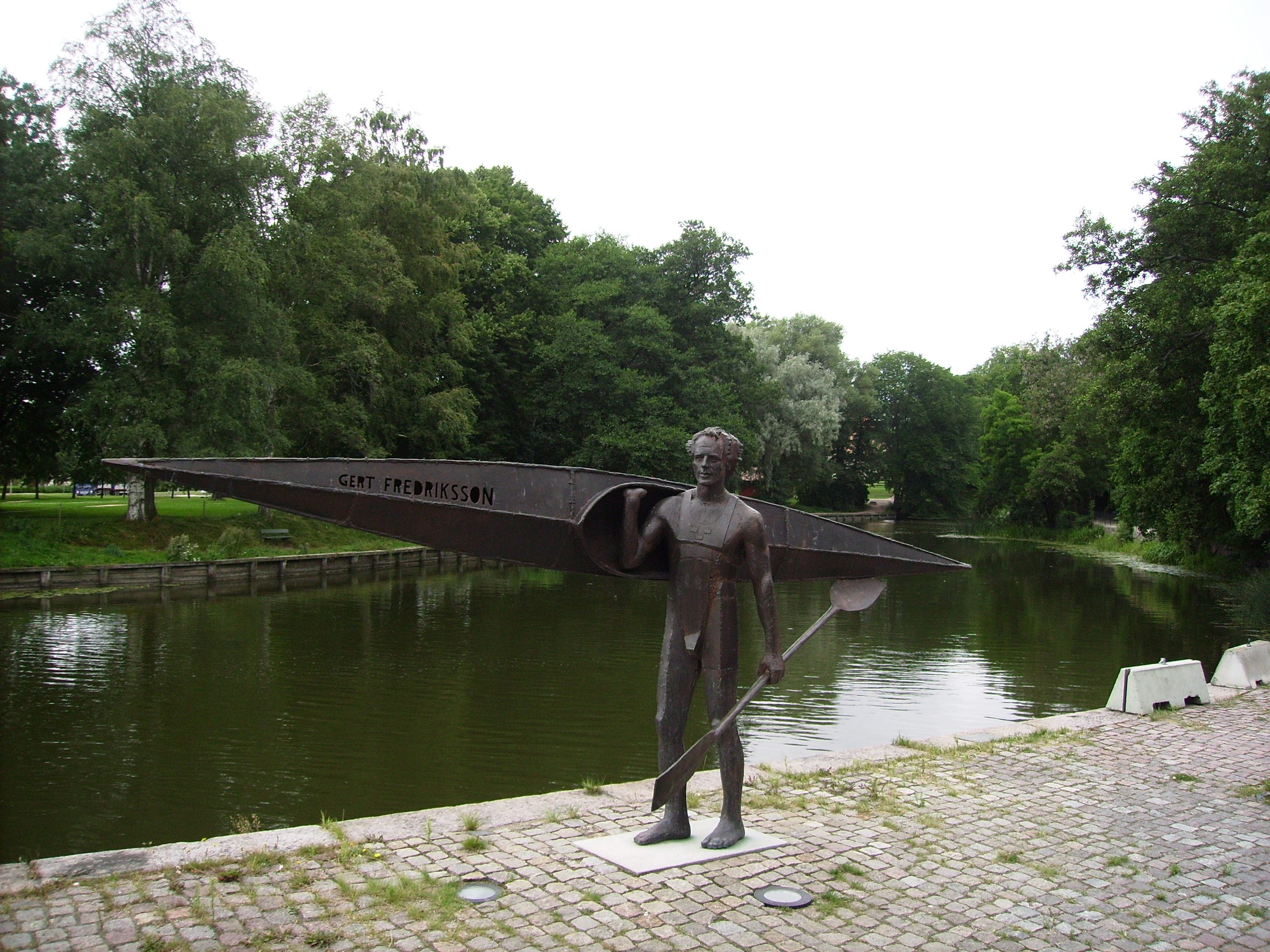
Statuia lui Fredriksson la Nyköping, operă a sculptorului Thomas Qvarsebo

## Premii și distincții
- Medalia de aur a cotidianului Svenska Dagbladet (1949)
- Trofeul Mohammed Taher Pascha acordat de Comitetul Olimpic Internațional în 1956 pentru contribuțiile sale în acest sport[9], fiind singurul canoist laureat cu acest trofeu.